# 铁器时代的不列颠部落

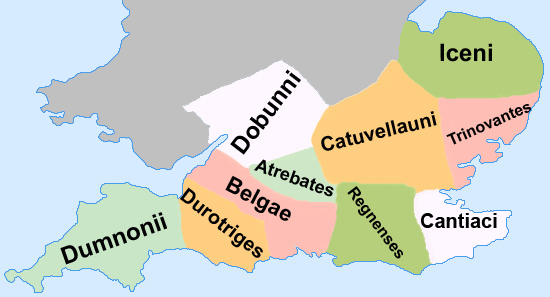
主要的不列顛南部的鐵器時代部落

鐵器時代的不列顛部落由古羅馬和古希臘的歷史、地理學家，尤其是托勒密記載。這些部落由凱爾特人組成，而發掘出的凱爾特鑄幣的分佈情況也顯示出了他們的領地範圍。

## 歷史
這些部落的名稱出現在公元二世紀。而不列顛鐵器時代卻也是在這個時期終結，並轉入羅馬時代的。這些部落在整個鐵器時代未必一直生活在一個地方。中鐵器時代的部落集結起來在晚鐵器時代形成了更大型的王國。
貝爾蓋人和阿特雷巴特人名稱與生活在現法國、比利時地區的部落同名。加上尤里烏斯·凱撒曾提到蘇埃希翁人的王狄维契亚古斯統治著不列顛的一些地區。因此可以推斷在當時不列顛的一些地區是被外國人統治著的。生活在現東約克郡的巴里西人（Parisii）可能是外國移民，但此說有爭議。
有學者認為可以從各地陶器聚集情況來判斷鐵器時代不列顛不落的分佈，然而絕大多數的非南方部落並不常使用陶器。

## 不列顛南部
- 卡圖維勞尼人
- 特里諾文特人
- 愛西尼人
- 阿特雷巴特人
- 貝爾蓋人
- 坎蒂人
- 杜羅特里吉人
- 達姆諾尼人
- Regnenses
- Dobunni

## 不列顛中部
- 卡爾維蒂人
- Cornovii
- 科里奧諾托泰人
- 巴里西人
- 布里甘特人

## 不列顛北部
- Caledonii
- 凱雷尼人
- Carnonacae
- Cornovii
- Creones
- Damnonii
- Decantae
- Epidii
- 盧基人
- Novantae
- Selgovae
- Smertae
- Taexali
- Vacomagi
- Venicones
- Votadini

## 不列顛西部
- Deceangli
- Demetae
- Gangani
- 奧陶維斯人
- 西盧爾人

## 未知
- Attacotti
- Segontiaci
- Bibroci
- Cassi
- Ancalites
- Cenimagni（可能是愛西尼人）
- Pretanoi